# Henrik Larsen
Henrik Larsen (* 17. května 1966, Lyngby) je bývalý dánský fotbalista. Nastupoval především na pozici záložníka. Měl přezdívku Store Larsen (Velký Larsen).
S dánskou fotbalovou reprezentací vyhrál mistrovství Evropy 1992. Na tomto turnaji vstřelil 3 branky a stal se tak nejlepším střelcem (spolu s Dennisem Bergkampem, Tomasem Brolinem a Karl-Heinzem Riedlem). Hrál též na mistrovství Evropy 1996. Celkem za národní tým odehrál 39 utkání a vstřelil 5 gólů.
S Lyngby BK se stal v sezóně 1991/92 mistrem Dánska. Třikrát vyhrál dánský fotbalový pohár, dvakrát s Lyngby (1984/85, 1989/90), jednou s FC Kodaň (1996/97).
Později se věnoval trenérské činnosti, v letech 2002–2005 vedl reprezentaci Faerských ostrovů.